# میرابلا اخونوو
میرابلا اخونوو (انگلیسی: Mirabella Akhunu؛ زادهٔ ۷ ژوئن ۱۹۸۷) ژیمناست، و ژیمناست هنری است.